# Cynanchum baronii
Cynanchum baronii är en oleanderväxtart som beskrevs av Choux. Cynanchum baronii ingår i släktet Cynanchum och familjen oleanderväxter. Inga underarter finns listade i Catalogue of Life.